# Вільгельм Бюл
Вільгельм Бюл (16 жовтня 1881 — 18 грудня 1954) — данський політик, глава уряду країни з травня до листопада 1942 під час німецької окупації, та вдруге — з травня до листопада 1945 після визволення Данії британським фельдмаршалом Монтгомері.

## Політична кар'єра
Був членом партії Соціал-демократів, обіймав посаду міністра фінансів у кабінеті Торвальда Стаунінга з липня 1937 до травня 1942 року.
Під час окупації Данії нацистською Німеччиною Стаунінг створив уряд національної єдності. Коли останній помер у травні 1942, Бюл зайняв його місце. Той уряд діяв упродовж шести місяців через дипломатичний інцидент: король Кристіан X надіслав коротку формальну відповідь на велику вітальну телеграму від Гітлера з нагоди дня народження монарха; Гітлер був обурений такою образою, в результаті чого Бюла було усунуто від посади, його замінив Ерік Скавеніус. До Данії був відряджений Вернер Бест як новий командувач.
Після визволення Данії 5 травня 1945 року місцеві політики та представники Руху опору сформували новий уряд. Багато данців були незадоволені діями політиків, які співпрацювали з німцями. Члени уряду очолили процес над тими людьми, хто співпрацював з окупантами. В результаті процесу було страчено 45 осіб. Після жовтневих виборів 1945 року новим прем'єром став Кнуд Крістенсен.